# Khojali
Khojali (azeri: Xocalı) é uno dos cinquenta e nove rayons em que se subdivide politicamente a República do Azerbaijão. A cidade capital é a cidade de Xocalı. Ainda hoje se encontra sob o controle das Forças Armadas da Armênia. Sua capital é Khojali, onde ocorreu o Massacre de Khojali em fevereiro de 1992. O governo local de Artsaque rebatizou o território com o nome de "Askeran".

## Território e População
Este rayon tem uma superfície de {{fmtn|970|km y uma população composta por umas 25.332 pessoas. Por onde, a densidade populacional se eleva a cifra dos 26,11 habitantes por cada quilômetro quadrado de este rayon.

## Economia
A região está dominada pela agricultura. Dedica-se a produzir cereais, vinho e hortaliças e gado para exportação. Antes de 1992 existia uma fábrica de materiais de construção, bodegas e fábricas de cerveja, mas a guerra de Nagorno-Karabakh destruiu quase todas as edificações.